# Peruanische Billie-Jean-King-Cup-Mannschaft
|                                                |
| Teilnahmen der Peruanischen Fed-Cup-Mannschaft |

Die peruanische Fed-Cup-Mannschaft ist die Tennisnationalmannschaft von Peru, die im Fed Cup eingesetzt wird. Der Fed Cup (bis 1995 Federation Cup) ist der wichtigste Wettbewerb für Nationalmannschaften im Damentennis, analog dem Davis Cup bei den Herren.

## Geschichte
1982 nahm Peru erstmals am Fed Cup teil. Das bisher beste Ergebnis war das Erreichen des Achtelfinales im Jahr 1982.

## Teamchefs (unvollständig)
- Percy Melzi

## Bekannte Spielerinnen der Mannschaft
- Laura Arraya
- Dana Guzmán
- Anastasia Iamachkine
- Dominique Schaefer
- Pilar Vásquez